# Маджчачип, Теварит
Теварит Маджчачип (тайск. เทวฤทธิ์ มัจฉาชีพ; род. 22 февраля 1975, Лампанг) — тайский стрелок, специализирующийся в стрельбе из винтовки. Участник двух Олимпиад, обладатель мирового рекорда в стрельбе из пневматической винтовки.

## Карьера
Спортивную карьеру Маджчачип начал в 1997 году и уже через год стал серебряным призёром Азиады, которая проходила в Бангкоке.
В январе 2000 года на чемпионате Азии в Лангкави тайский спортсмен неожиданно для всех установил «вечный» мировой рекорд в квалификации соревнований по стрельбе из пневматической винтовки. Все 60 выстрелов он отправил точно в десятку (диаметр которой составляет всего 0,5 мм) и набрал максимально возможные 600 очков. В финале он успешно защитил своё лидерство и с результатом 699,1 стал чемпионом Азии. Также на этом первенстве Маджчачип выиграл золото в стрельбе из трёх позиций.
Мировой рекорд тайского стрелка вплоть до 2008 года оставался недосягаемым для остальных, но в 2008 году стопроцентный результат Теварита повторил россиянин Денис Соколов, а следом индус Гаган Наранг и китаец Чжу Цинань.
В 2000 году Маджчачип выступил на Олимпиаде в Сиднее, где не смог бороться за высокие места. Его лучшим результатом стало 18 место в стрельбе из пневматической винтовки, где он набрал 588 очков, что на 12 баллов меньше его личного рекорда.
В Афинах тайский стрелок тоже выступил не особо удачно. Лучший результат — 16 место он показал в стрельбе из винтовки из трёх позиций.

## Выступления на Олимпийских играх
| Игры        | Винтовка из 3 позиций 50 метров | Винтовка лёжа 50 метров | Пневматическая винтовка 10 метров |
| ----------- | ------------------------------- | ----------------------- | --------------------------------- |
| Сидней-2000 | 37                              | 51                      | 18                                |
| Афины-2004  | 16                              | 36                      | 35                                |